# HMS Lance (G87)
«Ланс» (G87) (англ. HMS Lance (G87) — військовий корабель, ескадрений міноносець типу «L» Королівського військово-морського флоту Великої Британії за часів Другої світової війни.
«Ланс» був закладений 1 березня 1939 на верфі компанії Yarrow Shipbuilders у Скотстоні, Глазго. 13 травня 1941 увійшов до складу Королівських ВМС Великої Британії.